# Thierry Elissalde
 (décembre 2023).
Si vous disposez d'ouvrages ou d'articles de référence ou si vous connaissez des sites web de qualité traitant du thème abordé ici, merci de compléter l'article en donnant les références utiles à sa vérifiabilité et en les liant à la section « Notes et références ».
Pour les articles homonymes, voir Élissalde.
Thierry Elissalde, né le 5 avril 1969 à Bayonne, est un coureur cycliste français.

## Biographie
Il remporte alors qu'il est encore amateur le Circuito Montañés en 1993 et devient le premier Français à gagner l'épreuve. 
Ensuite, il devient le premier coureur français à courir chez Euskaltel-Euskadi en 1994 et 1995. En 2010, Romain Sicard est devenu le deuxième Français membre de cette équipe.

## Palmarès
- 1993
  - Trophée Guerrita
  - Pampelune-Bayonne
  - Circuito Montañés
  - Tour de Tolède
- 1996
  - Tour de Lleida
  - 3e du Tour du Béarn
- 1997
  - Circuit de la Chalosse
  - Grand Prix des Fêtes de Cénac-et-Saint-Julien
  - 2e des Boucles du Tarn
  - 2e de la Ronde du Sidobre
  - 3e du Grand Prix Pierre-Pinel
- 2005
  - 2e du Circuit de la Chalosse

## Résultats sur le Tour d'Espagne
1 participation
- 1995 : abandon (9e étape)